# Jipé Dalpé
Jean-Philippe Dalpé, dit Jipé Dalpé, est un auteur-compositeur-interprète multi-instrumentiste originaire de Sherbrooke au Québec, Canada.

## Biographie
Né à Sherbrooke, le 11 novembre 1978, Jipé Dalpé commence l’apprentissage de la musique avec le piano et le violon dès l’âge de 6 ans. Ses explorations musicales l’amènent à découvrir d’autres instruments. Il joue de la trompette dans l’harmonie, puis dans le stage band de l’école secondaire Mitchell-Montcalm. Il obtient un diplôme d’études collégiales en Musique du Cégep de Sherbrooke en 1999 et un baccalauréat à la faculté de Musique de l’Université de Montréal.
Après s’être illustré au Festival de la chanson de Petite-Vallée en 2002 et au Festival international de la chanson de Granby en 2004 où il remporte plusieurs prix, il accompagne d’autres artistes, comme Tricot Machine, Gaële, Edgar Bori, Vincent Vallières avant de lancer en 2008 Les préliminaires, réalisé par Éloi Painchaud, un album éclaté aux influences multiples.
Il faudra attendre 4 ans pour la sortie du deuxième album La tête en bois, en 2012, album sur lequel figure les extraits radio Qu'est-ce qu'on fait, Par où commencer, Le vent dans les voiles, Du bonheur ailleurs, Nadette et Adèle, cette dernière s'étant hissé jusqu'au top 20 francophone des chansons les plus jouées sur les radios du Québec. Il remporte cette même année le Prix Mérite estrien, décerné le journal La Tribune. Avec plus d’une centaine de spectacles au Québec, en France et en Belgique, la tournée qui s’ensuit s’achève en 2015, alors que Jipé Dalpé présente le EP L’homme allumette, coréalisé avec Éloi Painchaud, François Lafontaine et Pierre Fortin. Le mini-album de 5 chansons, plus festif que le précédent, clôt son cycle.
À l’été 2015, il est victime d’un accident de voiture alors qu’il siège à l’avant d’un taxi Uber, à l’intersection du boulevard Saint-Joseph et de la rue D’Iberville à Montréal. Avec, entre autres, une commotion cérébrale, une entorse cervicale, six hernies discales et une fracture du sternum, le chanteur-trompettiste se voit forcé de mettre sa carrière musicale en pause le temps de sa rémission. 
En 2016, il devient professeur à l’École Nationale de la Chanson. Il enseigne « Gestion de carrière et Interprétation scénique ». Il offre également depuis plusieurs ateliers pour entre autres Les Rencontres qui chantent, Les Chants du Voyage, le Festival international de la chanson de Granby et la Société professionnelle des auteurs et des compositeurs du Québec.
Il revient à sa carrière d’auteur-compositeur-interprète avec un troisième album, Après le crash, en 2019,. Pour cet album aux tonalités plus rock, réalisé par Jean-François Lemieux, l’auteur-compositeur-interprète s’est entouré d’Ariane Moffatt, Olivier Langevin, François Lafontaine, Pierre Fortin, Marie-Pierre Arthur, David Goudreault et Élyann Quessy.
En 2023, Jipé Dalpé lance un nouvel album nommé Cœurs mobiles, soit une collection de sept chansons. Dans chacune des pièces musicales de Cœurs mobiles, l’artiste intègre son instrument de prédilection, sa trompette, permettant envolées et textures au rock pop de la trame musicale. Des musiciens de haut niveau ont collaboré pour de la réalisation de son album, notamment André Papanicolaou, Olivier Langevin, François LaFontaine, Mélissa Lavergne et Marie-Christine Depestre. 

## Discographie

### Participations
- 2007 : Tricot Machine, Tricot Machine, trompette sur Un monstre sous mon lit, Une histoire de mitaines.
- 2007 : Gaële, Cockpit, voix choriste sur Garde-moi, trompette sur L’air du large.
- 2008 : Tricot Machine, Tricot Machine chante et raconte 25 décembre, trompette sur Combien de Noël?, Chasse-neige, Les peaux de lièvres (version enrubannée).
- 2009 : 3 Gars Su'l Sofa, Cerf-volant, trompette sur Dors, dors, dors.
- 2009 : Elisapie Isaac, There Will Be Stars, Flugelhorn sur Inuk.
- 2009 : B.O. Dédé à travers les brumes, trompette sur Paysage.
- 2010 : Gaële, Diamant de papier, trompette sur Femme en ic, La folie en quatre, La crise, Diamant de papier, Léo, Donnant donnant, Ville intérieure, Porteuse d’eau.
- 2012 : Sophie Vaillancourt, Histoires de filles et de garçons, trompette sur Danser sous la pluie, Alors j’irai, Amitiés, Histoires de filles et de garçons.
- 2013 : Gaële, Télescope, trompette sur Poisson d’abysse.
- 2013 : Alexandre Poulin, Le vent des marées : voix choriste sur Comme des enfants en cavale, Diamant noir, Souffler sur les braises, Des ombres et des lanternes ; trompette sur Diamant noir, Blanc cassé, Petit géant.
- 2013 : Sylvie Paquette, Jour de chance, trompette et trombone sur Beaucoup, Simone d’automne, Jour de chance.
- 2013 : Mathieu Lippé, Le voyage, trompette et trombone sur Valmore et Flavie.
- 2013 : Manuel Gasse, La fabrique à chanson, voix vedette et trompette sur Ma tête en guerre (avec Vicky Martel), Ma tête en guerre (remix DJ Dee).
- 2014 : David Goudreault, La faute au silence, voix choriste sur La faute au silence, Si si si, Droit devant, Rembobine, La voie du milieu, Sac’ ton camp, Rage de guerre, Tartare, Pas assez, Juste de la poésie. Compositeur de La faute au silence, Droit devant, La voie du milieu, Sac ton camp, Rage de guerre, Pas assez, Juste de la poésie, 100 titres.
- 2015 : Sophie Pelletier, Le désert, la tempête, trompette sur Accroche-toi.

## Distinctions
| Année | Concours                                       | Classement                                                                                   | Prix remporté                                                                                      |
| ----- | ---------------------------------------------- | -------------------------------------------------------------------------------------------- | -------------------------------------------------------------------------------------------------- |
| 2016  | ICI Radio-Canada                               | Top 10 des meilleurs trompettistes au Canada                                                 | n/d                                                                                                |
| 2012  | Mérite estrien                                 | Lauréat dans la catégorie Arts et culture                                                    | n/d                                                                                                |
| 2006  | Francouvertes                                  | Étape des Préliminaires (sous le nom de Jean-Philippe Dalpé)                                 | n/d                                                                                                |
| 2004  | Festival international de la chanson de Granby | Finaliste de la catégorie Auteur-compositeur-interprète (sous le nom de Jean-Philippe Dalpé) | Prix du public Prix Jacques Cossette Prix de La Presse Prix du Festival de la chanson de Tadoussac |
| 2004  | Festival Chanson en fête de Saint-Ambroise     | Finaliste de la catégorie Auteur-compositeur-interprète (sous le nom de Jean-Philippe Dalpé) | n/d                                                                                                |
| 2002  | Festival de la chanson de Petite-Vallée        | Finaliste de la catégorie Auteur-compositeur-interprète (sous le nom de Jean-Philippe Dalpé) | Prix de la chanson primée Prix du studio d'enregistrement Kasbah                                   |
| 1998  | Cégeps Rock                                    | 2e place (avec son groupe Jean-Philippe Dalpé et Yarkentiel)                                 | n/d                                                                                                |
| 1998  | Cégeps en spectacle                            | 2e place de la Finale provinciale (avec son groupe Jean-Philippe Dalpé et Yarkentiel)        | Bourse de 1 800$ de la compagnie Alcan                                                             |